# 河野玉澄

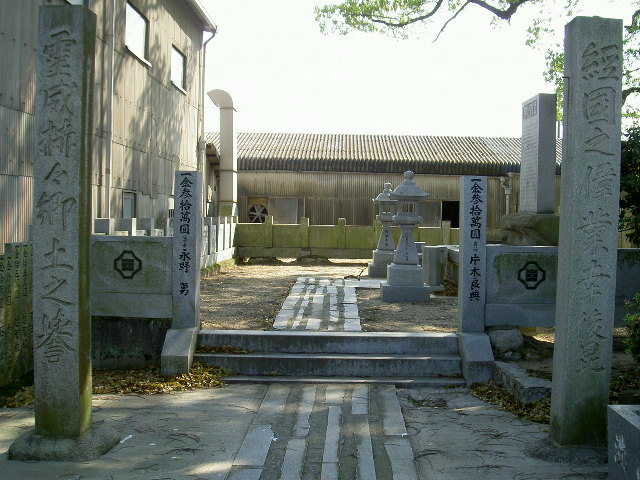
玉澄墓所

河野 玉澄（かわの たますみ）は、飛鳥時代の人物。諸説あり、小千守興の子や、和介公万躬の子とも伝わる。兄に玉興、或いは矢野玉守（伊予橘氏）がいる（『予章記』 「矢野系図」）。物部姓越智氏一門河野氏の祖とする。

## 略歴
玉澄は『予章記』などでは、小千守興(おちのもりおき)が、越国（詳細は不明で諸説あり）でなした子であると伝わる。また、守興の嫡男である玉興(たまおき)の弟にあたるも、後に玉興から家督を譲られたとされている。
また、『水里玄義』によれば、玉澄(玉純)は十城別王（日本書紀に、日本武尊と吉備穴戸武姫の子）の十九代後裔の和介公万躬(わけぎみのますみ)の子とされ、饒速日命の裔である小千玉興と契約をして、姓を小千(おち)と改めたが、玉興が更に玉澄のその姓の字を「越知(越智)」へと換えるようにしたとされる。
(そのように河野家伝書などでも、玉澄という人物の出自やその近親者などについては異伝もあり、その出自など不明なところが多いのが現状である。)
その後、伊予国風早郡河野郷（現在の愛媛県松山市）に居を構えたことから河野玉澄とも称し、河野（かわの）を名乗った初代ともされている。
尚、承平年間に編纂され、平安時代、それ以前の漢語の和訓などが記述されている和名類聚抄に、伊予国風早郡の河野郷を「加波乃」と、その読みを記述している上に、鎌倉時代の竹崎季長絵詞にも当時、河野一族の者について「かはの、か八の」と、その読みを記述していること等からも、当該人物含め以降の当該一族の姓は、現代広く誤読、誤称されている形となっている「こうの（かうの）」の読みではなく、「かわの（かはの）」の読みが正確であることが現時点では判明している。
本人のものと伝承されている墓は愛媛県今治市の小泉にある。